# Maria Nicolau i Rocabayera
Maria Nicolau i Rocabayera   (la Garriga, 26 de maig de 1982) és una cuinera catalana. Ha treballat a diversos restaurants del país i de l'estranger. Viu i treballa a Vilanova de Sau, on durant un temps fou cap de cuina del restaurant El Ferrer de Tall, un restaurant familiar amb més de 50 anys de trajectòria i actualment regentat per la neta dels fundadors. També col·labora amb El matí de Catalunya Ràdio. El 2022 va publicar el llibre Cuina! o barbàrie (Ara Llibres), on defensa que la cuina és un exercici de llibertat. El text és un assaig on s'explica l'origen dels aliments, com funciona el sistema de cocció i com prioritzar la cuina per sobre d'altres contingències en pro d'una major sobirania alimentària.

## Trajectòria
Educada en una família amb poca tradició culinària, va començar a estudiar Sociologia i Ciències Polítiques, però al cap de poc temps ho va deixar per a inscriure's a una escola d'hoteleria. Va agafar experiència treballant a cuines de renom com la Fonda Europa de Granollers o l'hotel W Barcelona, i en restaurants de París i a Haro (la Rioja), entre d'altres.
Arran d'una nova proposta per dirigir un complex turístic, es va instal·lar a Vilanova de Sau, a Osona. La proposta finalment no es va concretar i es va posar a treballar a un dels establiments del poble, El Ferrer de Tall. Des d'allà, i fent servir les xarxes socials, ha donat a conèixer la seva filosofia, defensant la sobirania alimentària, argumentant que «la cuina és l'arma més poderosa, útil i revolucionària que tenim tots i cadascun de nosaltres a l'abast per fer realitat ara i aquí el món que volem».
El 7 de març de 2023 anuncià que deixava El Ferrer de Tall per embarcar-se en nous projectes i dedicar més temps a la seva filla. El mateix any va publicar Visca la terra, juntament amb Anna Roca i Maria José Valiente, i va estrenar el programa Cuina salvatge a la plataforma 3Cat.

## Obra publicada
- Cuina! O barbàrie.  Ara Llibres, 2022, p. 272. ISBN 9788418928291.
- Cremo!.  Edicions 62, 2024, p. 272. ISBN 9788466431774.[10]